# Wielki Czwartek
Wielki Czwartek – święto ruchome w kalendarzu chrześcijańskim. Przypada w Wielkim Tygodniu, 3 dni przed Wielkanocą. Wieczorem rozpoczyna się Święte Triduum Paschalne (jego pierwszy dzień; samo Triduum trwa do wieczora Niedzieli Wielkanocnej). Obchodzone przez różne wyznania chrześcijańskie na pamiątkę ustanowienia sakramentów: kapłaństwa i Eucharystii. Może wypaść pomiędzy 19 marca a 22 kwietnia.

## Wielki Czwartek we wczesnym Kościele
We wczesnym Kościele Wielki Czwartek był dniem pojednania z grzesznikami (pokutnikami). Odprawiano tego dnia trzy Msze Czwartkowe:
- dla pojednania grzeszników z Kościołem,
- dla poświęcenia olejów,
- dla ludu.

## Wielki Czwartek w Kościele rzymskokatolickim
Wielki Czwartek w Kościele katolickim jest obchodzony jako pamiątka ustanowienia przez Jezusa Chrystusa sakramentów kapłaństwa i Eucharystii podczas Ostatniej Wieczerzy. W kościołach katedralnych odprawiana jest wtedy uroczysta msza sprawowana w godzinach porannych przez biskupa diecezjalnego wraz z prezbiterami. Nazywana jest ona Mszą Krzyżma, ponieważ podczas niej poświęcane są nowe oleje przeznaczone do namaszczeń: podczas chrztu, bierzmowania, sakramentu kapłaństwa oraz przy namaszczeniu chorych. W trakcie tej mszy odbywa się odnowienie przyrzeczeń kapłańskich.
W kościołach parafialnych odprawiana jest tylko jedna uroczysta msza wieczorem – Msza Wieczerzy Pańskiej, która rozpoczyna Triduum Paschalne. Podczas mszy w trakcie hymnu Chwała na wysokości biją wszystkie dzwony w świątyni. Po zakończeniu śpiewu dzwony i organy milkną (mogą być jednak nadal używane dla podtrzymania śpiewu). Dzwonki aż do rozpoczęcia Chwała na wysokości nocnej Mszy Wigilii Paschalnej są zastąpione przez kołatki. W niektórych kościołach odbywa się obrzęd obmycia nóg dwunastu osobom, czyli tzw. „Mandatum”. Podczas Mszy Wieczerzy Pańskiej konsekruje się dostateczną ilość komunikantów, aby wystarczyły na dzień obecny i następny. Po modlitwie po Komunii następuje zazwyczaj wręczenie kwiatów i upominków kapłanom. Po zakończeniu Wieczerzy Najświętszy Sakrament przenosi się do kaplicy adoracji, zwanej ciemnicą (na pamiątkę uwięzienia Jezusa po Ostatniej Wieczerzy), gdzie adoruje się go do późnych godzin nocnych i przez cały Wielki Piątek. Podczas przenosin Najświętszego Sakramentu śpiewa się hymn św. Tomasza „Sław języku tajemnicę” (Pange Lingua Gloriosi). Po zakończeniu liturgii obnaża się ołtarz, zdejmując świece, mszał, krzyż i obrus (łac. denudatio altaris). Gest ten symbolizuje koniec wieczerzy, odarcie Chrystusa z szat oraz opuszczenia Go przez bliskich. Sam ołtarz bowiem jest symbolem Chrystusa. Niegdyś zachowywano także zwyczaj zmywania mensy ołtarzowej wodą z winem na znak, iż z serca Jezusa wypłynęły krew i woda. Tabernakulum pozostaje otwarte i puste, a wieczna lampka zgaszona.

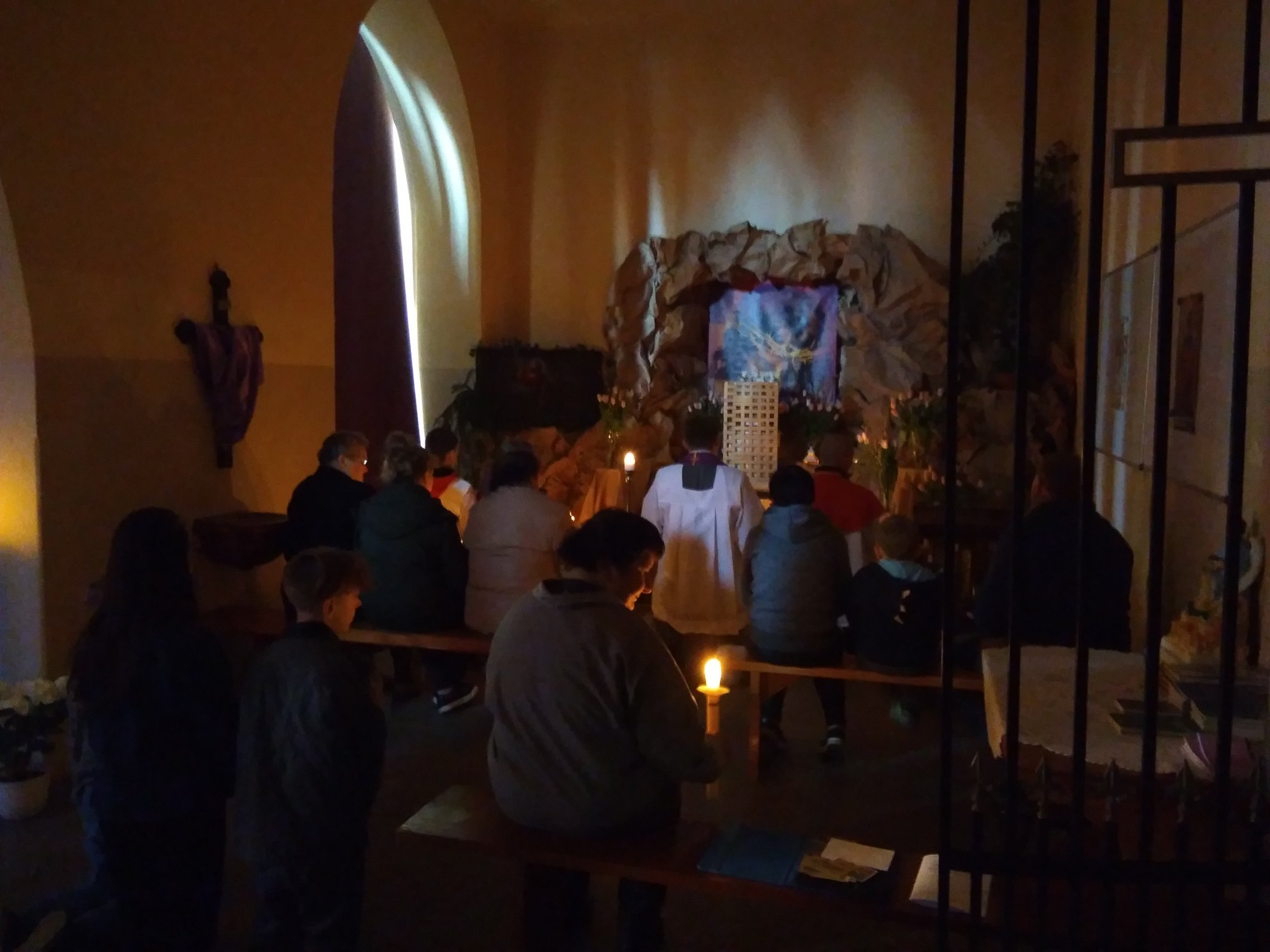
Modlitwa w ciemnicy (parafia Kościoła Starokatolickiego Mariawitów w Nowej Sobótce)

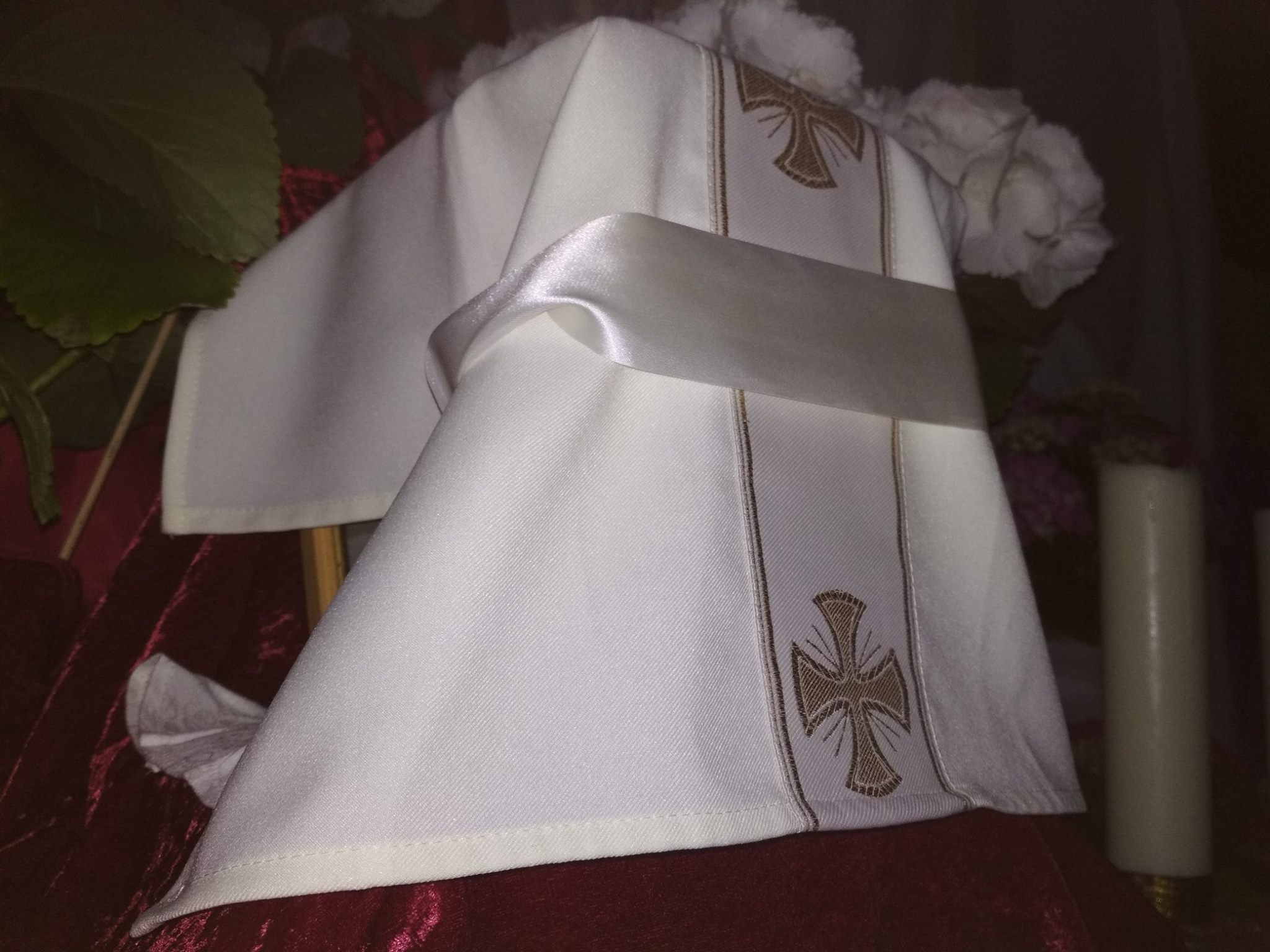
Przewiązany welon kielichowy, znajdujący się w ciemnicy (liturgia mariawicka).

## Wielki Czwartek w Kościołach mariawickich
Mariawici, wywodzący się katolickiej tradycji liturgicznej, akcentują szczególną rolę sakramentu Eucharystii w życiu Kościoła i odrodzeniu duchowym człowieka. W kościołach i kaplicach odbywa się całodzienna adoracja Przenajświętszego Sakramentu, podczas której wierni dziękują za ustanowienie Sakramentu Ołtarza. Obowiązuje biały kolor liturgiczny.
W Kościele Starokatolickim Mariawitów w Wielki Czwartek odbywa się jedna celebracja liturgiczna przeznaczona dla całej wspólnoty parafialnej. Rozpoczyna się ona od uroczystej Mszy Świętej, podczas której kapłan konsekruje trzy hostie, z których jedną spożywa, jedną pozostawia na sprawowanie liturgii uprzednio poświęconych darów w Wielki Piątek i jeszcze jedną do adoracji w monstrancji przy grobie Pańskim. Po przyjęciu Komunii Świętej kapłan umieszcza pozostałe konsekrowane hostie w osobnym kielichu, który nakrywa palką i pateną, okrywa welonem, który przewiązuje puryfikaterzem (na znak uwięzienia Chrystusa) i stawia na środku ołtarza. Na Chwała na wysokości Bogu uderza się we wszystkie dzwony, w które potem nie dzwoni się aż do Wielkiej Soboty. W ich miejsce stosuje się kołatki. Po Mszy Świętej uroczyście przenosi się Przenajświętszy Sakrament z głównego ołtarza do ciemnicy. W czasie procesji śpiewa się hymn „Niech do niebios brzmi granicy”. Następnie wraz z wiernymi odmawia nieszpory. Po nieszporach kapłan obnaża ołtarz główny, podczas tego obrzędu lud odmawia psalm 21 z antyfoną.
W Wielki Czwartek biskupi ponadto poświęcają trzy oleje: chorych, katechumenów i krzyżmo.
W Kościele Katolickim Mariawitów zrezygnowano z dodatkowych ceremonii. Nabożeństwo wielkoczwartkowe łączy uroczystą Mszę Świętą z adoracją Przenajświętszego Sakramentu. Podczas adoracji czyta fragmenty Ewangelii według św. Mateusza (26, 17-32) i według św. Jana (rozdziały 16-17 oraz 18, 1-9). Ewangelię czyta się powoli jako modlitwę. Ponadto odmawiana jest Litania do Przenajświętszego Sakramentu, Koronka do Miłosierdzia Bożego, hymn Ciebie Boga chwalimy, na koniec śpiewa się: „Chwała i dziękczynienie”. Poza wspólnym nabożeństwem przedpołudniowym przez cały dzień i noc odprawiana jest w sposób dowolny uroczysta adoracja ze śpiewem i głośnym odmawianiem modlitw.